# Neuphilologische Mitteilungen
Die Neuphilologische Mitteilungen (auch NM bzw. NphM) sind eine wissenschaftliche Zeitschrift für Linguistik und Philologie.
Sie werden von der Modern Language Society of Helsinki herausgegeben und erscheinen seit 2020 als elektronische Open-Access-Zeitschrift.
Die nach durchlaufenem Peer-Review-Verfahren veröffentlichten Artikel werden seit 2020 (121. Jahrgang) unter der Creative Commons-Attribution-NonCommercial-NoDerivates 4.0-Lizenz bereitgestellt, wobei das Urheberrecht beim Herausgeber, der Modern Language Society of Helsinki, liegt.
Die Beiträge erscheinen in englischer, deutscher, französischer, italienischer und spanischer Sprache. Herausgeber sind Carla Suhr von der Universität Helsinki sowie für die englische Philologie Päivi Pahta, für die romanische Philologie Meri Larjavaara und für die germanistische Philologie Christopher Schmidt. Das Herausgeberteam wird durch Beiräte unterstützt.